# Maják na vrcholu
Maják na vrcholu (anglicky The Summit Lighthouse – odtud zkratka TSL) je organizace založená Markem L. Prophetem a později vedená jeho ženou Elizabeth Clare Prophetovou. Oba se považují za posly Vznešených Mistrů a organizace věří, že učení, které předávají Vznešení Mistři svým poslům, je poselství určené celému lidstvu.

## Větvě organizace
Během let se organizace rozvinula do čtyř základních odvětví:
- Církev univerzální a vítězná
- Summit University – vzdělávací větev TSL
- Summit University Press – vydavatelství, skrz které Maják na vrcholu vydává své knihy a audio nahrávky
- Bratrstvo udržovatelů plamene – celosvětové, necírkevní společenství, které založil v roce 1961 Sain-Germain[rozpor]